# Stephen H. Burum
Stephen H. Burum est un directeur de la photographie américain né le 25 novembre 1939 à Visalia (Californie, États-Unis).
Il est l'un des collaborateurs attitrés de Brian De Palma, pour lequel il a travaillé sur huit films, dont notamment Body Double, Les Incorruptibles, Mission impossible et Mission to Mars. De Palma a déclaré en 2001 que Burum est l'un des deux chef opérateurs avec qui il préfère travailler (l'autre étant Vilmos Zsigmond) car « ce sont eux qui [le] comprennent le mieux. »
Il est membre de l'American Society of Cinematographers (ASC) depuis 1974.
On lui doit également la photographie de L'Emprise de Sidney J. Furie (1982), La Guerre des Rose de Danny DeVito (1989), d'Outsiders (1983) et Rusty James (1984) de Francis Ford Coppola.

## Biographie
Burum est né à Dinuba, une petite ville de la Central Valley près de Visalia en Californie. Il est diplômé de l'École de théâtre, de cinéma et de télévision de l'UCLA (en) dans les années 1960 et est devenu instructeur dans la même école. Il a ensuite étudié au collège Ridley et, après avoir obtenu son diplôme, il est entré à l'université de Californie à Los Angeles. Parmi ses professeurs d'université étaient Henry Coster, Dorothy Arzner et Stanley Kramer. En 1963, Stephen a obtenu son diplôme et en 1965, il a été enrôlé dans l'armée. Après son retour de l'armée, il décide de partir en Californie pour commencer sa carrière de cadreur. Au début, il a travaillé comme assistant opérateur sur le tournage de publicités et de films à petit budget.
En 1976, le réalisateur Francis Ford Coppola, avec qui ils ont étudié à l'université de Californie, a invité Stephen à la deuxième équipe d'opérateurs sur le tournage du le film Apocalypse Now.

## Filmographie sélective
- 1981 : La Vallée de la mort de Dick Richards
- 1982 : The Escape Artist de Caleb Deschanel
- 1982 : L'Emprise de Sidney J. Furie
- 1983 : La Foire des ténèbres de Jack Clayton
- 1983 : Outsiders de Francis Ford Coppola
- 1983 : Retour vers l'enfer de Ted Kotcheff
- 1984 : Rusty James de Francis Ford Coppola
- 1984 : Body Double de Brian De Palma
- 1985 : St. Elmo's Fire de Joel Schumacher
- 1985 : La Promise de Franc Roddam
- 1986 : Huit millions de façons de mourir (film) de Hal Ashby
- 1987 : Les Incorruptibles de Brian De Palma
- 1989 : La Guerre des Rose de Danny DeVito
- 1989 : Outrages de Brian De Palma
- 1992 : Man Trouble de Bob Rafelson
- 1992 : L'Esprit de Cain de Brian De Palma
- 1992 : Hoffa de Danny DeVito
- 1993 : L'Impasse de Brian De Palma
- 1994 : The Shadow de Russell Mulcahy
- 1996 : Mission impossible de Brian De Palma
- 1998 : Snake Eyes de Brian De Palma
- 1999 : Mystery Men de Kinka Usher
- 2000 : Mission to Mars de Brian De Palma
- 2002 : 7 jours et une vie de Stephen Herek
- 2004 : Journal intime d'une future star de Sara Sugarman